# اشتباكات شمال غرب سوريا (ديسمبر 2022)
ابتداءً من 2 ديسمبر 2022، اندلعت سلسلة اشتباكات على جبهات منطقة خفض التصعيد في إدلب الواقعة في محافظات إدلب وحلب وحماة واللاذقية. وبدأت الاشتباكات على شكل عمليات تسلل وقنص وهجمات للانغماسيين من هيئة تحرير الشام وجماعات مسلحة متحالفة معها على مواقع الجيش السوري.
وبحسب المرصد السوري لحقوق الإنسان، فإن هجمات هيئة تحرير الشام هي محاولة لعرقلة محادثات السلام المحتملة بين تركيا وسوريا، وكانت هيئة تحرير الشام تشن حملة من الهجمات وسيلةً لرفض أي اتفاق يتم التوصل إليه في منطقة خفض التصعيد في إدلب.

## الأحداث
في 2 ديسمبر، قُتل جندي سوري برصاص قنّاصي هيئة تحرير الشام في ريف حلب الغربي. في اليوم التالي، قُتل ملازم في الجيش السوري برصاص قناص أيضًا من هيئة تحرير الشام في ريف إدلب الجنوبي. بين 6-7 ديسمبر، قُتل جنديان سوريان ومقاتل من هيئة تحرير الشام في اشتباكات على جبهة إدلب، إثر تسلل لعناصر الجيش السوري على مواقع التنظيم في سهل الغاب.
في 11 ديسمبر اندلعت اشتباكات بعد تقدم قوات الجيش السوري على قرية أورم الصغرى بريف حلب الغربي. فيما قتل جنديان سوريان على الأقل في هجوم انغماسي شنه مسلحو هيئة تحرير الشام على موقع للجيش في أطراف قرية داديخ على جبهة إدلب. دمر مقاتلو هيئة تحرير الشام الموقع بعد الهجوم. بالإضافة لذلك، هاجم مسلّحو الهيئة مواقع عسكرية سورية في قرية البيضاء في جبل التركمان على جبهة اللاذقية/إدلب، ما أسفر عن مقتل 3 جنود سوريين.
في 14 ديسمبر، قُتل جندي سوري برصاص قناصي هيئة تحرير الشام على جبهة سراقب. في 17 ديسمبر، اندلعت اشتباكات عنيفة على جبهات حلب الغربية واللاذقية، شملت قصف مدفعي ثقيل ونيران مدافع رشاشة ثقيلة. وأسفرت الاشتباكات عن مقتل جندي سوري.
في 18 ديسمبر، قُتل ما لا يقل عن 3 جنود سوريين في تسلل لمسلّحي الهيئة على مواقع الجيش قُرب قرية أربيخ القريبة من تفتناز، شمال سراقب على خط المواجهة في إدلب. نشرت هيئة تحرير الشام لقطات للهجوم في نفس اليوم. كما نفّذت هيئة تحرير الشام عملية تسلل على موقع عسكري سوري في بلدة قبطان الجبل بريف حلب الغربي، ما أسفر عن مقتل 3 جنود سوريين على الأقل، ثم نسفت مبنى كانت القوات السورية تسيطر عليه. ونشرت هيئة تحرير الشام لقطات مصورة للهجوم.
في 20 ديسمبر، قُتل ملازم في الجيش السوري بعد أن حاولت القوات السورية التسلل إلى مواقع هيئة تحرير الشام على جبهة بسطرون بريف حلب الغربي. كما قُتل جندي سوري على جبهة الغاب شمال غرب محافظة حماة. في 22 ديسمبر، أفادت الأنباء عن اشتباكات عنيفة على خطوط جبهة الفطيرة ومعرة مخس بريف إدلب الجنوبي. وقُتل 7 جنود سوريين و 3 مسلحين من هيئة تحرير الشام في الاشتباكات. في 23 ديسمبر، قُتل جنديان سوريان برصاص قناصين حراريين تابعين لهيئة تحرير الشام على جبهة سراقب. في 24 ديسمبر، شنت قوات كل من هيئة تحرير الشام وأحرار الشام عملية قنص على جبهة معرة المزاح جنوب إدلب. أسفرت العملية عن مقتل جنديين سوريين.